# Traque sur Internet (film)
Pour la série télévisée inspiré du film, voir Traque sur Internet (série télévisée).
Pour l'épisode de série télévisée inspiré du film, voir Saison 11 de NCIS : Enquêtes spéciales#Épisode 20 : Traque sur internet.
Série
Traque sur Internet 2.0
(2006)
Pour plus de détails, voir Fiche technique et Distribution.
Traque sur Internet ou Accès: Interdit au Québec (The Net) est un film américain réalisé par Irwin Winkler, sorti en 1995. Une suite intitulée Traque sur Internet 2.0 (Accès Interdit 2.0 au Québec) est sortie en vidéo en 2006.

## Synopsis
Angela Bennett, brillante analyste informatique chez Cathedral Systems, est spécialiste dans la sécurité informatique, traquant  les virus, quels qu’ils soient. Ne sortant jamais de chez elle, elle correspond avec son employeur par téléphone. Ses seuls contacts à l’extérieur sont sa mère souffrante d’Alzheimer et ses contacts sur le 'chat'.
Angela est intriguée par une anomalie sur un programme, le « Fantôme de Mozart », enregistré sur une disquette que lui a envoyée son ami Dale Hessman. En effet, en cliquant sur un π en bas de l’écran tout en maintenant les touches ctrl et maj elle peut accéder à des données confidentielles comme celles de l’hôpital de New York. Elle accepte la proposition de Dale de venir la rejoindre en avion de San Francisco mais le lendemain, l'avion s'écrase mystérieusement, son ordinateur de bord ayant été brouillé. Quelque temps après, sur une plage du Mexique où elle prend ses premières vacances depuis six ans, elle est séduite par Jack Devlin avec qui elle se trouve beaucoup de points communs, comme son ancienne marque de cigarette, son film préféré. Celui-ci est en fait un malfrat qui s'intéresse surtout à la disquette. Lorsque Jack essaie de la tuer sur un bateau, Angela lui échappe en sautant dans le canot de sauvetage et en gagnant le rivage, elle a un accident: quand elle se réveille, elle se retrouve dans un hôpital et constate la destruction de la disquette endommagée.
Commence alors la traque… Son identité est détruite et elle se voit désormais rebaptisée Ruth Marx dans les fichiers informatiques, pourvue d'un casier judiciaire pour meurtre et trafic de drogue. Jack Devlin est le bras armé d'un groupe de cyberterroristes, les Prétoriens (Praetorians, en anglais), voulant contrôler l'informatique mondiale. Les Prétoriens ont d'autant mieux accès aux sites sensibles qu'il commercialise un logiciel renommé de sécurité informatique : Cerbère. Il peut ainsi altérer le dossier médical du secrétaire d’État à la défense opposé au déploiement de ce logiciel pour lui faire croire qu’il était atteint du sida; il se suicide alors. Ils vendent la maison d’Angela, sa voiture. Angela va essayer de retrouver la piste des Prétoriens, bien que son identité à Cathedral Systems soit usurpée par une complice des Prétoriens. Elle se fait aider par son ancien psy et ancien amant, et essaie aussi de se faire aider par un de ses amis du 'chat', mais ces deux alliés sont éliminés. Elle a un atout et un défaut : personne ne la connaît. Elle sait que toute notre vie est sur des fichiers informatiques, et que pour cela, les Prétoriens sont très dangereux. Elle se rend au Q.G de Cathedral Systems pour découvrir qui est le chef des Prétoriens.

## Fiche technique
Sauf indication contraire, les informations mentionnées dans cette section peuvent être confirmées par la base de données cinématographiques IMDb,  présente dans la section « Liens externes ».
- Titre : Traque sur Internet
- Titre québécois : Accès: Interdit
- Titre original : The Net
- Réalisation : Irwin Winkler
- Scénario : John D. Brancato et Michael Ferris
- Musique : Mark Isham
- Direction artistique : Thomas T. Taylor
- Décors : J. Dennis Washington et Anne D. McCulley
- Costumes : Linda M. Bass
- Photographie : Jack N. Green
- Son : Rick Kline, Kevin O'Connell
- Montage : Richard Halsey
- Production : Irwin Winkler et Rob Cowan
- Sociétés de production[1] : Winkler Films, avec la participation de Columbia Pictures
- Sociétés de distribution[1] : Columbia Pictures, Les Films Columbia TriStar du Canada, Columbia TriStar Home Video et Columbia TriStar International Television
- Budget : 23 millions de dollars[2]
- Pays d'origine :  États-Unis
- Langue originale : anglais, espagnol
- Format[3] : couleur (Technicolor) - 35 mm - 1,85:1 (Panavision) - son Dolby SR | SDDS
- Genre : Thriller, Action
- Durée : 114 minutes
- Dates de sortie[4] :
  - États-Unis : 28 juillet 1995
  - France, Belgique : 18 octobre 1995
- Classification[5] :
  -  États-Unis : PG-13 - Parents Strongly Cautioned  (Certaines scènes peuvent heurter les enfants de moins de 13 ans - Accord parental recommandé, film déconseillé aux moins de 13 ans)
  -  France : Tous publics (visa d'exploitation no 88261 délivré le 13 septembre 1995)[6]

## Distribution
- Sandra Bullock (VF : Anneliese Fromont ; VQ : Élise Bertrand) : Angela Bennett / Ruth Marx
- Jeremy Northam (VF : Bernard Gabay ; VQ : Daniel Picard) : Jack Devlin
- Dennis Miller (VF : Daniel Lafourcade ; VQ : Alain Zouvi) : Dr Alan Champion
- Diane Baker (VF : Nadine Alari ; VQ : Madeleine Arsenault) : Mme Bennett
- Wendy Gazelle (VF : Rafaèle Moutier ; VQ : Johanne Garneau) : Ruth Marx
- Ken Howard (VQ : Yvon Thiboutot) : Michael Bergstrom
- Ray McKinnon (VF : Thierry Ragueneau ; VQ : Benoît Rousseau) : Dale Hessman
- Daniel Schorr (VF : René Bériard) : le reporter de WNN
- L. Scott Caldwell (VF : Marie-Christine Darah) : l'avocate commise d'office
- Robert Gossett (VF : Thierry Desroses ; VQ : Manuel Tadros) : Ben Phillips
- Kristina Krofft : l'infirmière
- Juan García : le juriste au bureau
- Tony Perez : le docteur mexicain
- Margo Winkler : Mme Raines
- Gene Kirkwood (VF : Mario Santini) : Stan Whiteman
- Gerald Berns : Jeff Gregg

## Accueil

### Accueil critique
Aux États-Unis, le film a reçu un accueil critique mitigé :
- Sur Internet Movie Database, il obtient un score favorable de 5,9⁄10 sur la base de 59 239 critiques[9].
- Sur l'agrégateur américain Rotten Tomatoes, il ne récolte que 40 % d'opinions favorables avec une note moyenne de 5,16⁄10 sur la base de 19 critiques positives et 29 négatives[7].

En France, le film a reçu également un accueil critique défavorable :
- Sur Allociné, il obtient une moyenne de 2,1⁄5 sur la base 86 critiques de la part des spectateurs[8].
- Sur SensCritique, il obtient une moyenne de 4,8⁄10 sur la base d’environ 1 400 critiques dont 15 coups de cœur et 148 envies[10].

### Box-office
| Pays ou région            | Box-office                                | Date d'arrêt du box-office | Nombre de semaines |
| ------------------------- | ----------------------------------------- | -------------------------- | ------------------ |
| États-Unis (1er week-end) | 10 037 745 $                              | du 28 au 30 juillet 1995   | -                  |
| États-Unis                | 50 727 965 $ 11 608 000 entrées (Approx.) | 1er octobre 1995           | 10                 |
| France Paris              | 487 785 entrées 172 308 entrées           | -                          | -                  |
| Total hors États-Unis     | 59 900 000 $                              | 1er octobre 1995           | 10                 |
| Total mondial             | 110 627 965 $                             | 1er octobre 1995           | 10                 |

## Distinctions
Entre 1995 et 1996, Traque sur Internet a été sélectionné 4 fois dans diverses catégories et a remporté 2 récompenses,.

### Récompenses
- Jupiter Awards 1996 : Jupiter Award de la meilleure actrice internationale décerné à Sandra Bullock.
- Yoga Awards 1996 : Yoga Award de la pire actrice étrangère décerné à Sandra Bullock.

### Nominations
- Festival du cinéma américain de Deauville 1995[14] : Premières - Hors compétition pour Irwin Winkler.
- MTV Movie Awards 1996 : nomination de la « femme la plus désirable » (Most Desirable Female) pour Sandra Bullock.

## Autour du film

### Adaptation
En 1998, le film a été adapté en série télévisée Traque sur Internet (The Net)
Une suite intitulée Traque sur Internet 2.0 (Accès Interdit 2.0 au Québec) est également sortie en vidéo en 2006.

## Éditions en vidéo
- Traque sur Internet est sorti en DVD le 20 juin 2000 [16] et en VàD le 16 mars 2017[17].